# Línguas Indígenas Americanas
Línguas Indígenas Americanas (LIAMES) é um periódico brasileiro especializado em trabalhos no campo das ciências da linguagem e das línguas indígenas sul-americanas. É publicada pelo Instituto de Estudos da Linguagem (IEL) da Universidade Estadual de Campinas (Unicamp).